# Padang Terubuk
Padang Terubuk is een bestuurslaag in het regentschap Pekanbaru van de provincie Riau, Indonesië. Padang Terubuk telt 7964 inwoners (volkstelling 2010).